# Rexford (Montana)
Rexford é uma cidade  localizada no estado americano de Montana, no Condado de Lincoln.

## Demografia
Segundo o censo americano de 2000, a sua população era de 151 habitantes.
Em 2006, foi estimada uma população de 154, um aumento de 3 (2.0%).

## Geografia
De acordo com o United States Census Bureau tem uma área de
0,3 km², dos quais 0,3 km² cobertos por terra e 0,0 km² cobertos por água. Rexford localiza-se a aproximadamente 751 m acima do nível do mar.

## Localidades na vizinhança
O diagrama seguinte representa as localidades num raio de 68 km ao redor de Rexford.